# Menucourt
Cet article possède des paronymes, voir Amenucourt et Menoncourt.
Menucourt est une commune française située dans le département du Val-d'Oise et la région Île-de-France, à environ 40 km au nord-ouest de Paris. Elle appartient à la communauté d'agglomération de Cergy-Pontoise.
Ses habitants sont appelés les Menucourtois(es).

## Géographie

### Description
La commune est limitrophe de : Courdimanche, Boisemont, Condécourt et Sagy dans le département du Val-d'Oise ainsi que Vaux-sur-Seine et Évecquemont dans le département voisin des Yvelines.

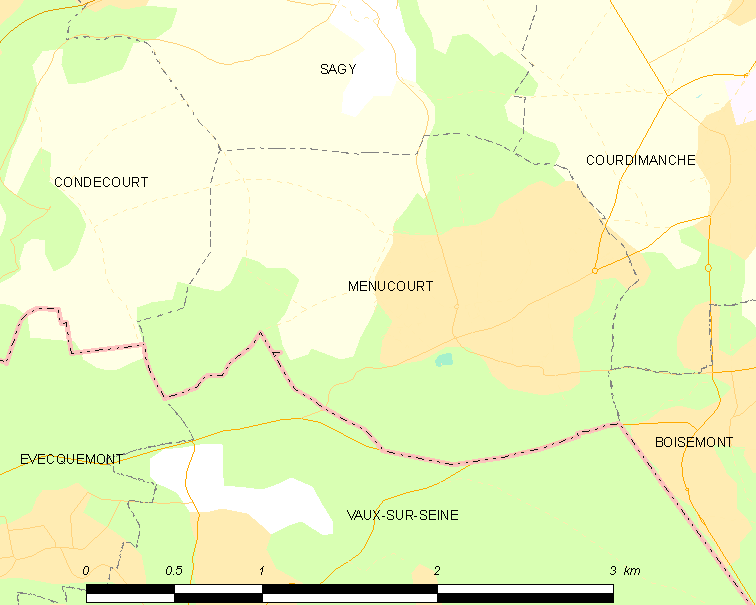
Carte de la commune.
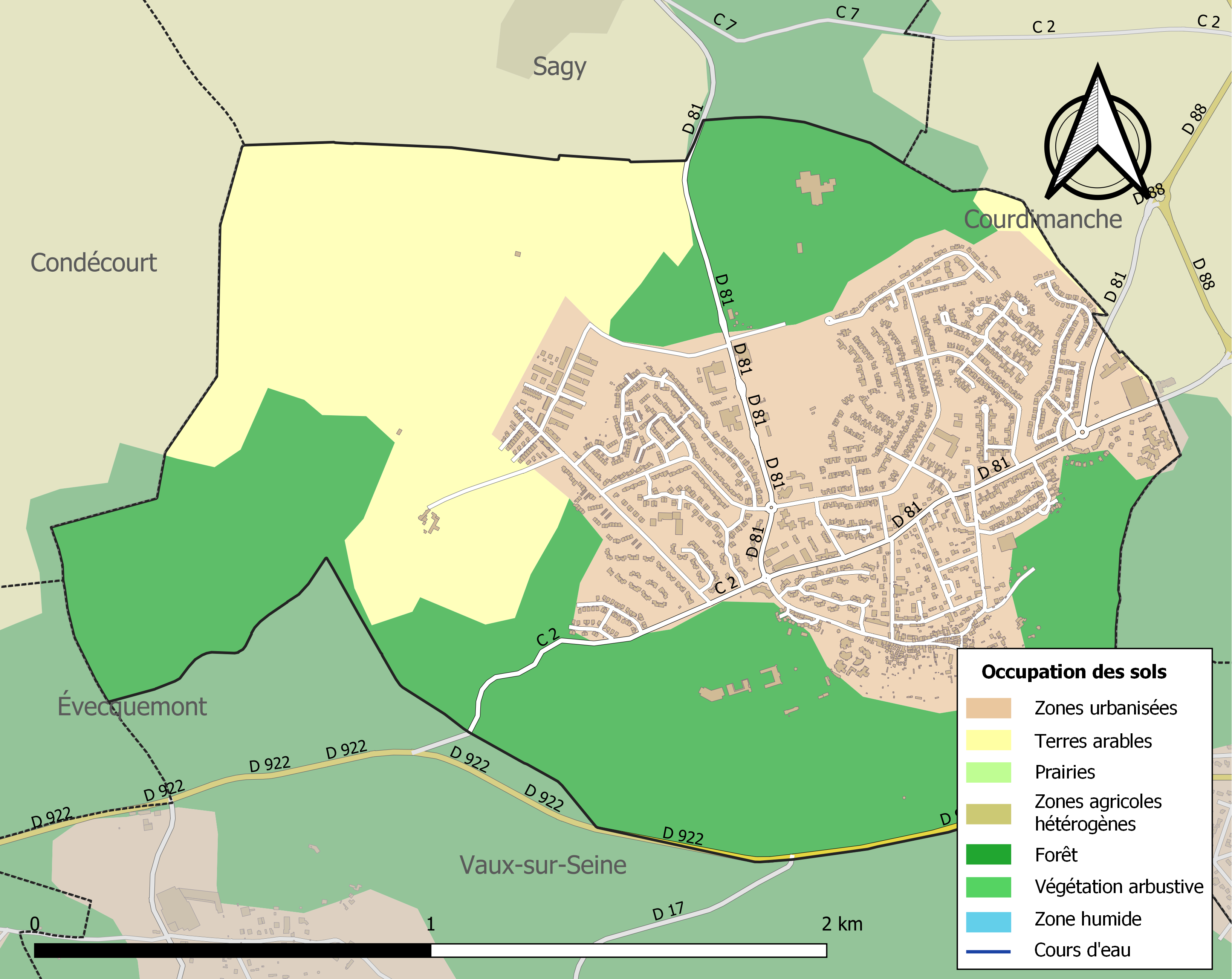
Occupation des sols

### Communes limitrophes
|                        | Sagy                      |              |
| Condécourt             | Menucourt                 | Courdimanche |
| Évecquemont (Yvelines) | Vaux-sur-Seine (Yvelines) | Boisemont    |

### Climat
Pour des articles plus généraux, voir Climat de l'Île-de-France et Climat du Val-d'Oise.
En 2010, le climat de la commune est de type climat océanique dégradé des plaines du Centre et du Nord, selon une étude du CNRS s'appuyant sur une série de données couvrant la période 1971-2000. En 2020, Météo-France publie une typologie des climats de la France métropolitaine dans laquelle la commune est exposée à un climat océanique et est dans la région climatique Sud-ouest du bassin Parisien, caractérisée par une faible pluviométrie, notamment au printemps (120 à 150 mm) et un hiver froid (3,5 °C).
Pour la période 1971-2000, la température annuelle moyenne est de 10,8 °C, avec une amplitude thermique annuelle de 14,6 °C. Le cumul annuel moyen de précipitations est de 676 mm, avec 10,3 jours de précipitations en janvier et 7,7 jours en juillet. Pour la période 1991-2020, la température moyenne annuelle observée sur la station météorologique la plus proche, située sur la commune de Boissy-l'Aillerie à 6 km à vol d'oiseau, est de 11,2 °C et le cumul annuel moyen de précipitations est de 635,8 mm,. Pour l'avenir, les paramètres climatiques de la commune estimés pour 2050 selon différents scénarios d'émission de gaz à effet de serre sont consultables sur un site dédié publié par Météo-France en novembre 2022.

## Urbanisme

### Typologie
Au 1er janvier 2024, Menucourt est catégorisée grand centre urbain, selon la nouvelle grille communale de densité à sept niveaux définie par l'Insee en 2022.
Elle appartient à l'unité urbaine de Menucourt, une unité urbaine monocommunale constituant une ville isolée,. Par ailleurs la commune fait partie de l'aire d'attraction de Paris, dont elle est une commune du pôle principal,. Cette aire regroupe 1 929 communes,.

## Toponymie
Le nom de la commune est issu de Minuti curtis, le domaine de Minutus[réf. souhaitée].

## Histoire
Le nom de Menucourt apparait pour la première fois en 1201, lorsque Gautier de Coutances, archevêque de Rouen, confirme le don fait à l'abbaye de Ressons par Guillaume de Meulan, chanoine de Beauvais, et Pierre de Meulan, son frère, seigneurs de Boisemont, de la chapelle de Sainte Madeleine de Boisemont avec toutes ses dépendances et biens dont elle avait été dotée par Dreu de Meulan leur père, de Ade leur mère et de Richard leur autre frère. Ce même prélat confirme également les diverses aumônes faites à la même église par différents seigneurs, de biens et revenus situés à Meulan et des villages alentour comme Boisemont, Evecquemont, Seraincourt, Vaux, Triel, Menucourt etc. du consentement d'Emeline de Brueil, d'Amauri son frère et de Royer sénéchal de Meulan. Ce document, écrit en latin, indique :
« Hugo etiam de Bruelio (Hugues de Brueil) confirme à l'église tant de fois nommée treize setiers  de méteil à prendre  annuellement dans son champart de Menucorte (Menucourt) du consentement.... ».
Toujours au XIIIe siècle, un document d'Hugues de Brueil, fils d'Evrard et petit-fils de Hugues vicomte de Meulan et de Basilie fille de Gauthier II dit Haï vicomte de Meulan, donne l'église de Saint Nicaise de Meulan une redevance à prendre à Menucourt et en confirme une de son aïeul :
« Que tous présents et  à venir sachent que moi Hugo de Bruel (Hugues de Brueil) je concède et je confirme par l'autorité de mon sceau à Dieu et à sancto Nigasio de Mellento (Saint Nicaise de Meulan) et aux moines du couvent de ce lieu, cinq sous de rente sur Menoecurt (Menucourt) pour le repos de l'âme d'Evrardi (Evrard) mon père. Je confirme aussi la donation de vingt sous que Ugo (Hugues) mon aïeul a faite à Saint Nicaise pour le repos de son âme et celle de Basilive (Basilie), son épouse, mon aïeule, payables à la Saint Remi.... ».
On trouve dans un inventaire de l'abbaye du Bec Hellouin en date du 17 mai 1482 une charte et confirmation de Hugonis de Bruel (Hugues de Brueil) de 5 sols à Meneucourt (Menucourt) pour l'âme d'Evardi (Evrard) son père et 20 sols pour l'âme d'Hugonis (Hugues) versé à la Saint-Remi.
À partir du XVe siècle, les actes, registres chartes conventions et pièces de procédures sont plus nombreuses et permettent de constituer une histoire du village.
En raison du développement de la ville nouvelle de Cergy-Pontoise à proximité immédiate, le petit village du Vexin a connu un considérable essor démographique entre 1968 et 1975 avec la construction de nombreux nouveaux logements, essentiellement des pavillons, pour atteindre aujourd'hui plus de 5 000 habitants.

## Politique et administration

### Rattachements administratifs et électoraux
Rattachements administratifs
Antérieurement à la loi du 10 juillet 1964, la commune faisait partie du département de Seine-et-Oise. La réorganisation de la région parisienne en 1964 fit que la commune appartient désormais au département du Val-d'Oise et à son arrondissement de Pontoise après un transfert administratif effectif au 1er janvier 1968.
Elle faisait partie de 1793 à 1976 du canton de Pontoise de Seine-et-Oise puis du Val-d'Oise, année où elle est rattachée au canton de Cergy. En 1985 un nouveau découpage intervient et la commune intègre le canton de l'Hautil. Dans le cadre du redécoupage cantonal de 2014 en France, cette circonscription administrative territoriale a disparu, et le canton n'est plus qu'une circonscription électorale.
La commune fait partie de la juridiction d’instance, de grande instance ainsi que de commerce de Pontoise,.
Rattachements électoraux
Pour les élections départementales, la commune fait partie depuis 2014 du canton de Vauréal.
Pour l'élection des députés, elle fait partie de la dixième circonscription du Val-d'Oise.

### Intercommunalité
La commune se trouve dans la ville nouvelle de Cergy-Pontoise, aménagée à partir de 1970 par un  syndicat communautaire d'aménagement (SCA), puis, en 1984, par un syndicat d'agglomération nouvelle (SAN) créé en 1984.
L'aménagement de la ville nouvelle étant achevée, celui-ci se transforme en 2004 en communauté d'agglomération, qui a pris la dénomination de communauté d'agglomération de Cergy-Pontoise et dont Menucourt  est désormais membre.

### Liste des maires
| Période                                  | Période                       | Identité              | Étiquette             | Qualité                                                                                           |
| ---------------------------------------- | ----------------------------- | --------------------- | --------------------- | ------------------------------------------------------------------------------------------------- |
| Les données manquantes sont à compléter. |                               |                       |                       |                                                                                                   |
| mars 1977                                | mars 1989                     | Daniel Audiffren      | PS                    |                                                                                                   |
| mars 1989                                | juin 1995                     | Gérard Smilevitch     | PS                    |                                                                                                   |
| juin 1995                                | mars 2001                     | Georges Hardelin      | RPR                   | Vice-président du SAN de Cergy-Pontoise (1997 → 2001)                                             |
| mars 2001                                | En cours (au 10 juillet 2020) | Éric Proffit-Brulfert | PS puis EELV puis DVG | Fonctionnaire Vice-président de la CA de Cergy-Pontoise (2020 → ) Réélu pour le mandat 2020-2026, |

## Population et société

### Démographie
L'évolution du nombre d'habitants est connue à travers les recensements de la population effectués dans la commune depuis 1793. Pour les communes de moins de 10 000 habitants, une enquête de recensement portant sur toute la population est réalisée tous les cinq ans, les populations de référence des années intermédiaires étant quant à elles estimées par interpolation ou extrapolation. Pour la commune, le premier recensement exhaustif entrant dans le cadre du nouveau dispositif a été réalisé en 2006.

En 2022, la commune comptait 6 189 habitants, en évolution de +10,38 % par rapport à 2016 (Val-d'Oise : +4 %, France hors Mayotte : +2,11 %).
| 1793 | 1800 | 1806 | 1821 | 1831 | 1836 | 1841 | 1846 | 1851 |
| ---- | ---- | ---- | ---- | ---- | ---- | ---- | ---- | ---- |
| 320  | 312  | 323  | 310  | 362  | 393  | 414  | 389  | 364  |

| 1856 | 1861 | 1866 | 1872 | 1876 | 1881 | 1886 | 1891 | 1896 |
| ---- | ---- | ---- | ---- | ---- | ---- | ---- | ---- | ---- |
| 384  | 378  | 398  | 405  | 408  | 437  | 414  | 435  | 448  |

| 1901 | 1906 | 1911 | 1921 | 1926 | 1931 | 1936 | 1946 | 1954 |
| ---- | ---- | ---- | ---- | ---- | ---- | ---- | ---- | ---- |
| 404  | 384  | 381  | 404  | 394  | 451  | 419  | 376  | 437  |

| 1962 | 1968 | 1975  | 1982  | 1990  | 1999  | 2006  | 2011  | 2016  |
| ---- | ---- | ----- | ----- | ----- | ----- | ----- | ----- | ----- |
| 697  | 726  | 4 082 | 4 666 | 4 592 | 5 084 | 5 182 | 5 363 | 5 607 |

| 2021  | 2022  | - | - | - | - | - | - | - |
| ----- | ----- | - | - | - | - | - | - | - |
| 6 093 | 6 189 | - | - | - | - | - | - | - |

### Santé
La Châtaigneraie, centre de rééducation de Menucourt est un établissement privé non lucratif PSPH (participant au service public hospitalier). Il accueille cent patients en hospitalisation complète et quinze en hospitalisation de jour. Son personnel médical est composé de sept médecins dont cinq MPR, dix-neuf masseur-kinésithérapeutes, six ergothérapeutes, deux orthophonistes, un podologue, un psychologue, une neuropsychologue, une diététicienne, et une assistante sociale. Le centre est équipé d'une piscine médicalisée et d'un appareil d'isocinétique. Son directeur est Renaud Coupry, son médecin chef est le Dr Charles Fattal. Il est situé rue Bernard Astruc. Le centre a déjà accueilli Jacques Chirac, Alain Delon, Luis Fernandez et bien d'autres personnalités ou sportifs de haut niveau.

## Culture locale et patrimoine

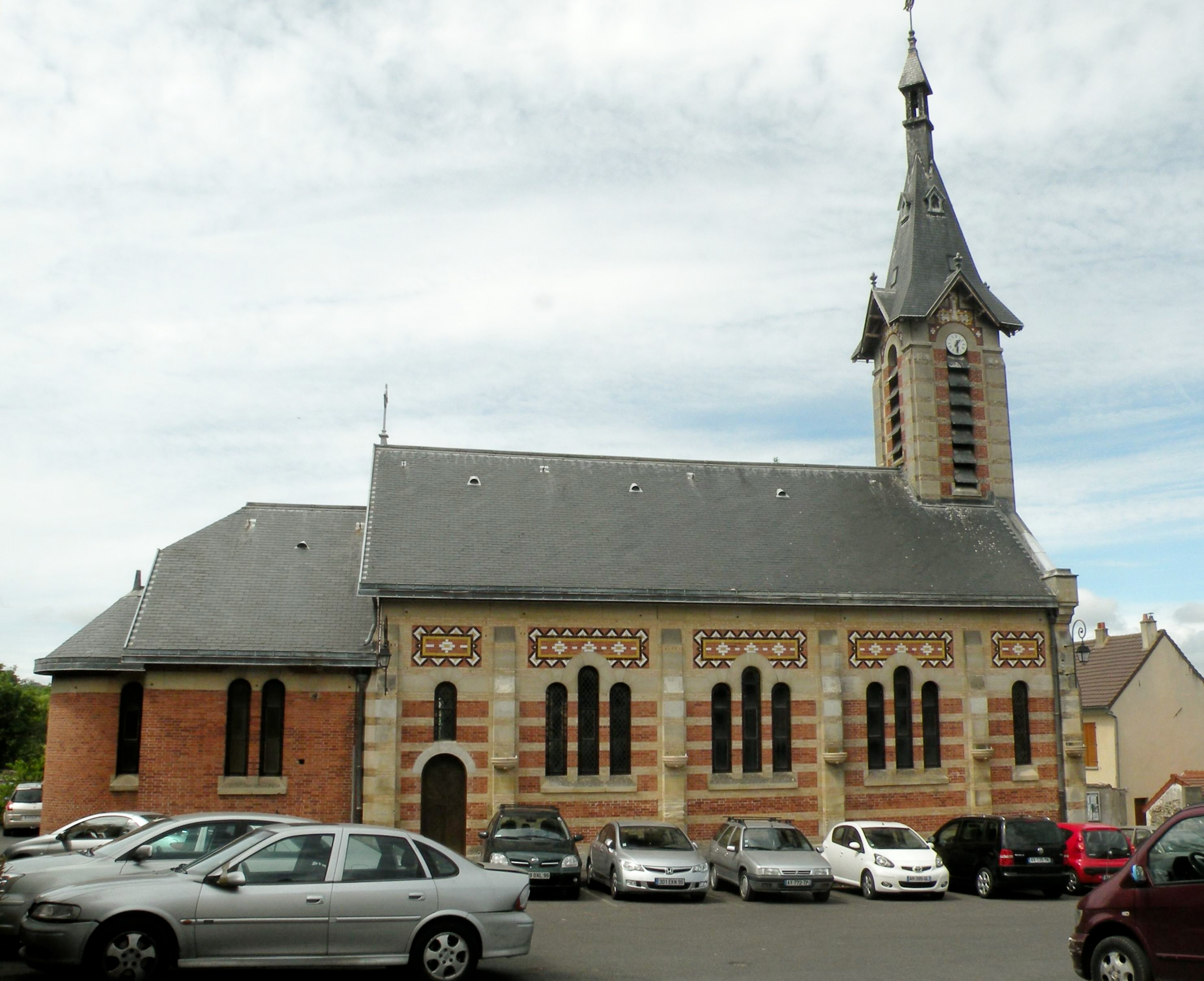
Église Saint-Léger.

### Lieux et monuments
Menucourt ne compte aucun monument historique inscrit ou classé sur son territoire. On peut néanmoins signaler :
- L'église Saint-Léger

Elle fut construite en 1899 en remplacement de l'église romane primitive, devenue trop délabrée pour être réparée une nouvelle fois. La nouvelle église, dont les frais de constructions atteignirent le double des 50 000 francs initialement prévus, possède des façades de style néo byzantin très élaborés. Elles sont exécutées essentiellement en pierre de taille, mais agrémentées de bandeaux en brique rouge au niveau des trumeaux, sur les faces du clocher et sur toute la façade occidentale. En haut des fenêtres, les murs sont en outre ornés de mosaïques. L'édifice se compose d'une nef à collatéraux de cinq travées, dont la première et la cinquième sont plus étroites ; d'un chœur carré nettement plus bas que la nef ; et d'une abside en cul-de-four.
L'étroit clocher s'élève au-dessus de la première travée de la nef et s'intègre dans la façade occidentale. Son unique étage est percé sur chaque face d'une haute baie abat-son terminée par un cadran d'horloge et surmontée d'un gable garni de mosaïques. La flèche couvert d'ardoise se termine par un clocheton. Les baies sont des étroites lancettes simples plein cintre. Au-dessus du portail et sur la seconde à quatrième travée des bas-côtés, elles sont disposées en triplet, la baie centrale dépassant en hauteur ses deux baies adjacentes.
En provenance de l'ancienne église, le monument funéraire aux armes de la famille Chassepot de Beaumont.
- La fontaine publique, rue Georges-Clemenceau / rue Jean-Jaurès

Elle se compose d'un pilier en pierre de taille et d'une pompe en fonte du début du XXe siècle. Deux fontaines similaires existaient à Menucourt. Elles sont placées sur des puits alimentés par des sources, provenant des hauteurs du massif de l'Hautil.
- Le château de Menucourt et son parc[33].

### Personnalités liées à la commune
- Georgette Anys (1909-1993), actrice, a vécu pendant les dernières années de sa vie dans sa maison de Menucourt.

#### Liste de seigneurs de Menucourt et châtelains
- 1482 : Henri Jubert ; il vivait en 1445.
- Après 1446 : Guillaume Jubert, seigneur de Menucourt, mort en 1514.
- 1514 : Jeanne de Boucaumont, sa veuve.
- 1534 : Jean et Louis Les Jubertz. Jean vivait en 1565.
- Après 1566 : Louis Jubert, fils de Louis Jubert.
- 1584 : Pierre Le Maistre.
- 1594 : Guillaume Le Prestre, meurt en 1619.
- 1619 : Anthoinette Le Clerc de Lesseville, sa veuve.
- 1639 : Nicolas Le Prestre, fils de Guillaume Le Prestre et Anthoinette Le Clerc de Lesseville, mort en 1653.
- 1653 : Nicolas Le Prestre, fils du précédent.
- 1656 : François Chassepot de Beaumont, décédé en 1666.
- 1666 : Charlotte de Langrac, sa veuve.
- 1675 : Jean-François Chassepot de Beaumont, il est encore seigneur de Menucourt en 1707 et 1721.
- 1722 : Pierre Chassepot de Beaumont, fils du précédent. Il est marié par contrat le 23 février 1715 à Jeanne Benigne de la Michaudière il meurt en 1751.
- 1751 : Jean-Pierre Chassepot de Beaumont, fils du précédent. Il est marié à Marie-Thérèse Bricault de la Chesnaye. Il rend hommage au roi le 15 mai 1751 et était encore seigneur en 1793. Il acquiert un grand nombre de biens nationaux et meurt à Saint-Germain-en-Laye le 4 pluviôse an XI (27 janvier 1801).
- 1801 : Abraham Louis Chassepot de Beaumont, fils du précédent, qui meurt à Menucourt le 15 décembre 1838.
- 1838 : Adélaïde Louis Delorme, cousine germaine du précédent, veuve de Ange François Charles de Bernard.
- 1843 : Le château est vendu à Jean-Marie Augustin du Bois de Bellejame et Edmond Arsène du Bois de Bellejame.
- 1844 : Le domaine est vendu à François Gaillard.
- 1869 : Paul Gaillard, fils du précédent en hérite.
- 1890 : ? Archdeacon, en hérite.
- ? : Sébastien Archdeacon, en hérite.

#### Famille Jubert
- Pierre Jubert :

il vivait en 1290 et est cité dans un acte de 1369.
- Guillaume Jubert :

chevalier et seigneur de Villette, près Meulan ; était marié à Isabeau de Garancières. Il servit dans les guerres du Poitou en 1354.
- Philippe ou Guillaume Jubert :

fils du précédent, il était écuyer en 1369, sommelier de Charles V, châtelain de Vernon ; il était marié à l'héritière de la maison du Til. Anobli en 1369, c'était l'un des écuyers de la compagnie de Bertrand Dugesclin et était vivant en 1420.
- Guillaume Jubert :

seigneur de Villette, près Meulan, de Menucourt, de Bizy, de Brécourt. Il épouse vers 1406 Catherine de Brument, dame de Bizy et de Brécourt, fille de Robert sire de Brument. Il servit à la bataille d'Azincourt en 1415. Il mourut en 1446 et sa femme le 21 février 1468.
- Henri Jubert :

Il vivait en 1445 et est cité dans un acte de 1482.

### Héraldique

Logo.

| Blason de Menucourt | Blason  | De gueules à trois coquilles d'or, à la bordure d'azur* chargée de neuf besants aussi d'or, à la plaine du même maçonnée de sable, brochante. |
| Blason de Menucourt | Détails | * Il y a là non-respect de la règle de contrariété des couleurs : ces armes sont fautives (azur sur gueules).                                 |